# Lasséran
Lasséran (gaskognisch Lasseran) ist eine französische Gemeinde mit 350 Einwohnern (Stand 1. Januar 2022) im Département Gers in der Region Okzitanien; sie gehört zum Arrondissement Mirande. Seine Bewohner nennen sich Lasséranais/Lasséranaises.

## Geografie
Lasséran liegt an einem Hang rund sieben Kilometer südwestlich der Stadt Auch im Süden des Départements Gers. Das Gemeindegebiet erstreckt sich zwischen den Flüssen Sousson im Südosten und Auloue im Nordwesten. Die Gemeinde besteht aus dem Dorf Lasséran, mehreren Weilern und zahlreichen Einzelgehöften. Die Gemeinde liegt weniger als einen Kilometer westlich der N21. 

## Geschichte
Im Mittelalter lag der Ort in der Grafschaft Astarac, die ein Teil der Provinz Gascogne war. Ein Schloss und eine befestigte Siedlung entstanden im Jahr 1279. Die Gemeinde gehörte von 1793 bis 1801 zum District Auch, zudem war Lasséran von 1793 bis 1801 ein Teil des Kantons Auch. Von 1801 bis 1973 lag sie im Kanton Auch-Sud, danach von 1973 bis 2015 im Wahlkreis (Kanton) Auch-Sud-Ouest. Die Gemeinde ist seit 1801 dem Arrondissement Auch zugeteilt. Im Jahr 1836 kam ein Teil der bisherigen Gemeinde Castagniere zu Lasséran. 

## Bevölkerungsentwicklung
| Jahr                                                      | 1962 | 1968 | 1975 | 1982 | 1990 | 1999 | 2006 | 2014 | 2020 |
| Einwohner                                                 | 147  | 156  | 164  | 154  | 191  | 256  | 308  | 372  | 366  |
| Quellen: Cassini und INSEE; bis 1806 altes Gemeindegebiet |      |      |      |      |      |      |      |      |      |

## Sehenswürdigkeiten
- gotische Kirche Saint-Jacques
- romanische Kapelle von La Hittère
- Reste der ehemaligen Befestigung (das Schloss existiert nicht mehr)
- Denkmal für die Gefallenen[1]
- mehrere Wegkreuze und eine Madonnenstatue

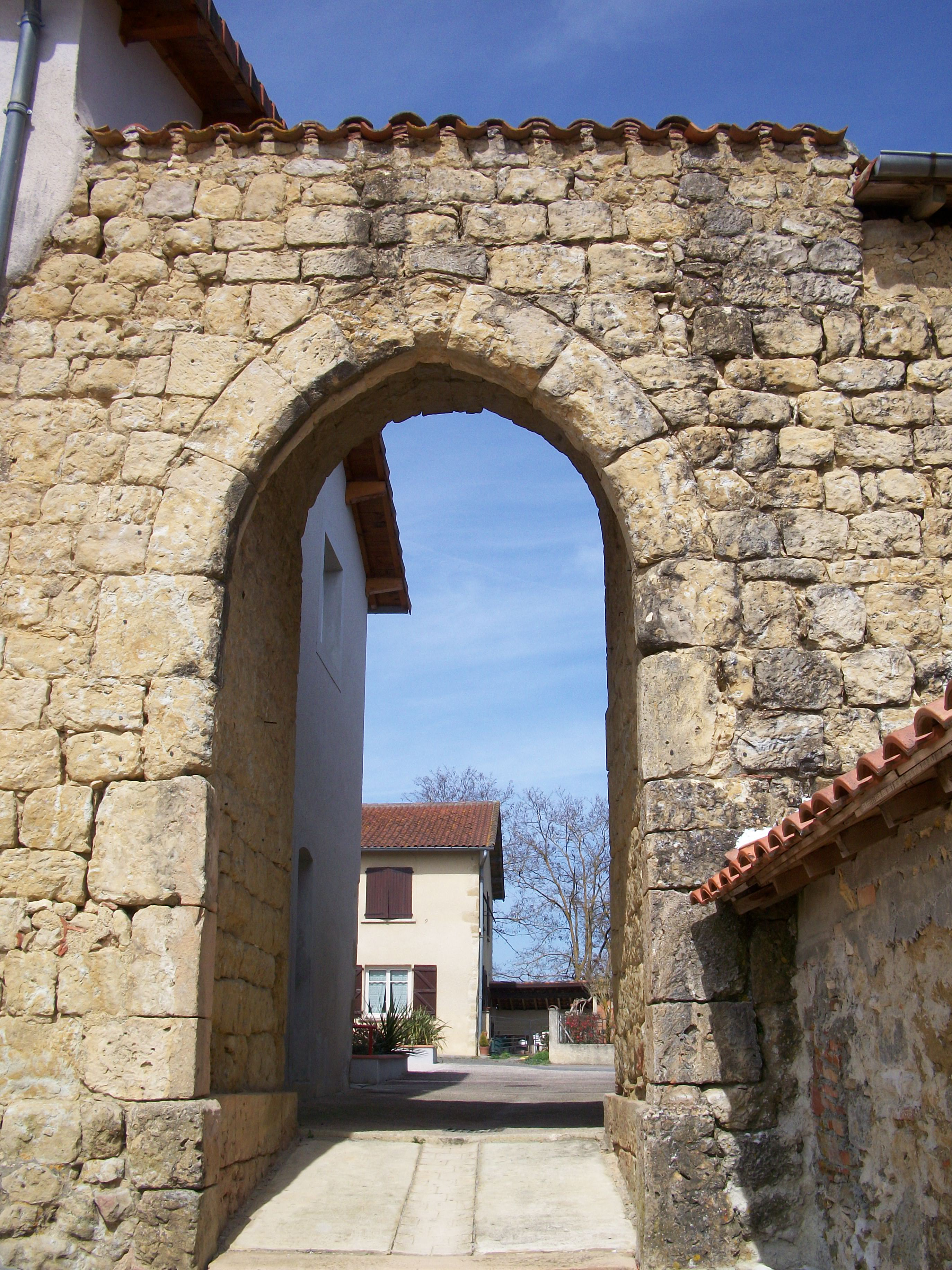
Tor der ehemaligen Ortsbefestigung

- Lavoir (Waschhaus)

Quelle: